# Peristyl

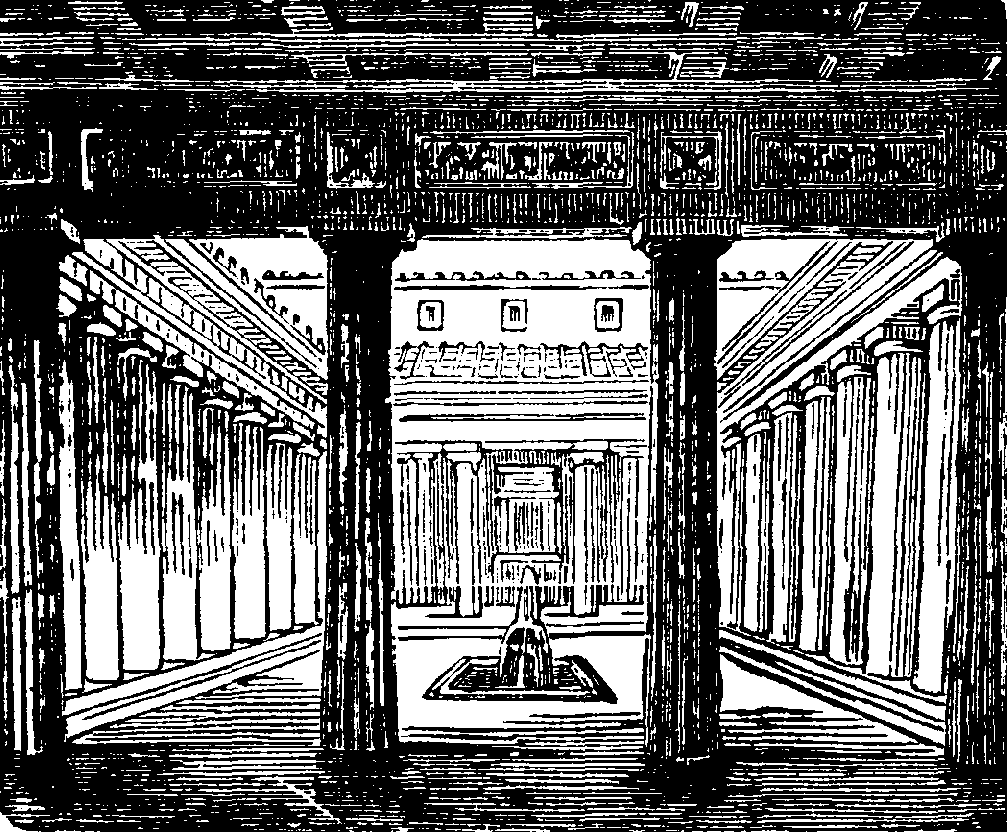
Peristyl bei einem antiken Wohnhaus

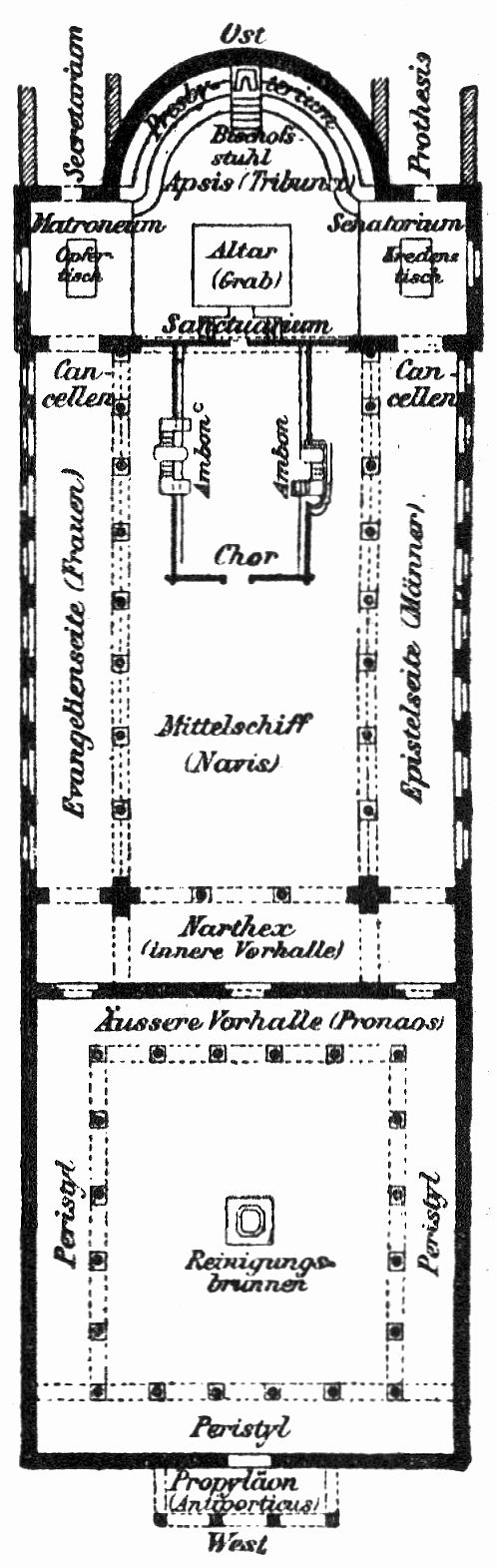
Peristyl bei einer Basilika

Das Peristyl (altgriechisch περίστυλον perístylon, lateinisch peristylium) ist in der antiken Architektur ein rechteckiger Hof, der auf allen Seiten von durchgehenden Säulenhallen (Kolonnaden) umgeben ist. Das griechische Wort setzt sich aus περί peri, deutsch ‚um herum‘ und στῦλος stylos, deutsch ‚Säule‘ zusammen und bedeutet eigentlich ‚das von Säulen Umgebene‘. Gelegentlich werden totum pro parte auch nur die umgebenden Säulenhallen als Peristyl bezeichnet.

## Altägyptische Architektur
Einige Tempelanlagen ab dem Neuen Reich haben Höfe, die von Peristylen umgeben sind.

## Griechische Architektur
Das Peristyl wurde als Bautyp in der griechischen Architektur entwickelt und tritt seit dem 5. Jahrhundert v. Chr. auf. Es verbindet den Gedanken des Innenhofes mit dem der Stoa (Säulenhalle). Der gepflasterte Innenhof hat einen rechteckigen Grundriss und ist auf allen vier Seiten von gleichmäßig gestalteten Hallen umgeben, die sich mit Säulenstellungen zum Hof hin öffnen. Die Rückseiten der Hofhallen können entweder an weitere Gebäudeteile oder an eine Außenwand angrenzen. Peristyle können auch zweistöckig gebaut werden, der dabei im Obergeschoss entstehende Umgang verfügt dann über eine kleinere Säulenstellung mit eingezogenen Brüstungen.
Das Peristyl ist oft ein zentraler Bestandteil des herrschaftlichen Wohngebäudes (beispielsweise in den Palästen auf dem Burgberg von Pergamon) und über die Säulenhallen unmittelbar mit weiteren repräsentativen Räumen wie dem Andron verbunden.

## Römische Architektur
Im Verlauf des 2. Jahrhunderts v. Chr. wurde das Peristyl in die römische Architektur übernommen und zum so genannten Gartenperistyl weiterentwickelt. Das traditionelle italische Stadthaus (domus) besaß im hinteren Bereich des Hauses einen ummauerten Garten (hortus), der nun bei repräsentativeren Häusern zunehmend nach dem Vorbild eines griechischen Peristyls umgestaltet wurde. Auf der Hoffläche wurde bevorzugt ein Ziergarten angelegt, dessen Anblick von den angrenzenden Speiseräumen (z. B. triclinien) aus genossen werden konnte.
Auch in den luxuriösen Villen (villae urbanae) der römischen Oberschicht auf dem Land wurde das Peristyl ein wichtiger Bestandteil. Viele Villen besaßen mehrere Peristyle beträchtlicher Größe, von denen dann oft eines als Gartenperistyl, häufig mit Wasserbecken und Brunnenanlagen ausgestattet, und eines als gepflastertes Peristyl im Wohnbereich angelegt wurden (Beispiel: Villa dei Papiri bei Herculaneum).
Der römische Architekturtheoretiker Vitruv empfahl für die Villa die Abfolge von Eingang, Peristyl und Atrium in der Mittelachse des Gebäudes, während für das Stadthaus die umgekehrte Abfolge üblich war, bei der im Eingangsbereich das Atrium liegt und das Peristyl im hinteren, privateren Bereich des Hauses.

## Christliche Sakralarchitektur
Bei der frühchristlichen Basilika werden die den Vorhof umgebenden Säulenhallen ebenfalls als Peristyl bezeichnet, der Innenhof selbst auch als Atrium (siehe Narthex). Die Begriffe stimmen mit den antiken Bauformen gleichen Namens nur noch teilweise überein. Die Hofhallen wurden in der Regel als Arkaden (Bogengänge) ausgeführt.

## Bildbeispiele

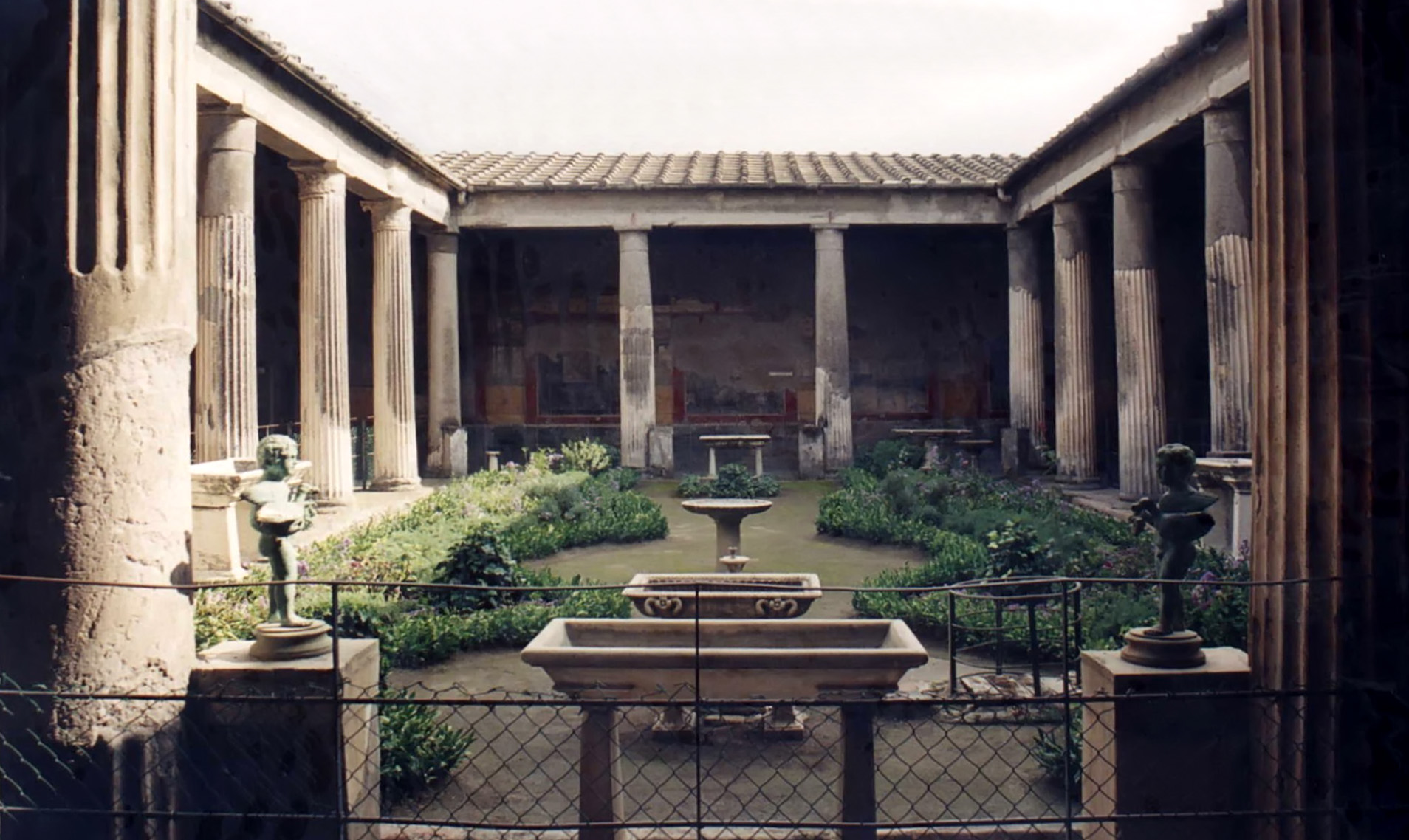
Pompeji, Peristyl des Hauses der Vettier nach der Wiederherstellung.
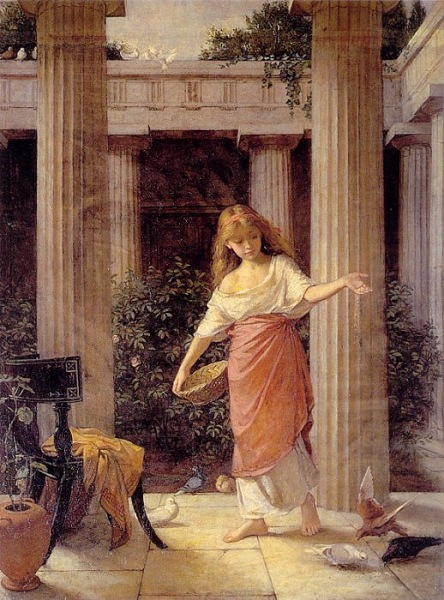
Römisches Peristyl, Darstellung aus dem 19. Jh. (John William Waterhouse)
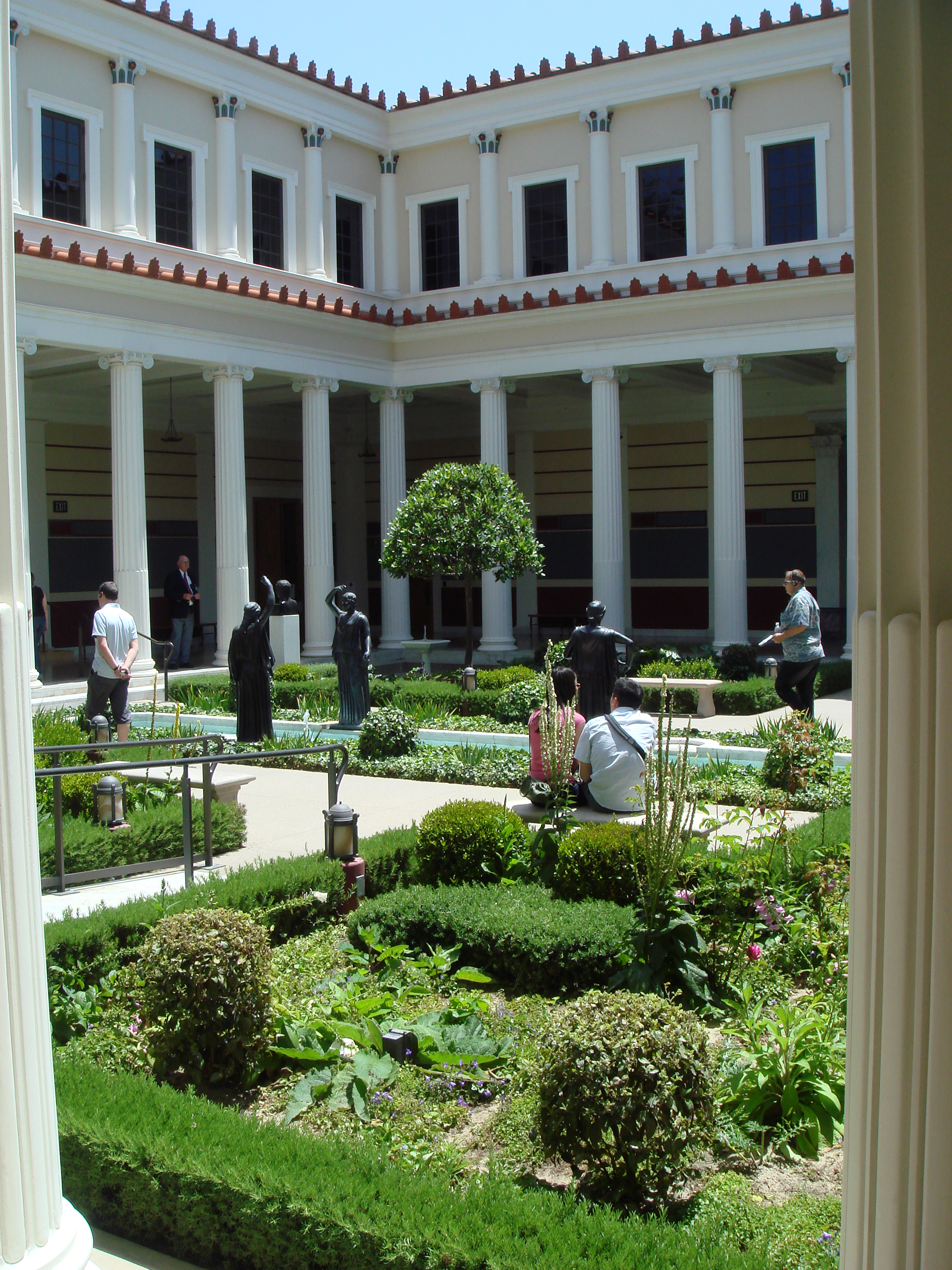
Kleines Peristyl im Getty-Museum, rekonstruiert nach dem Vorbild der Villa dei Papiri bei Herculaneum
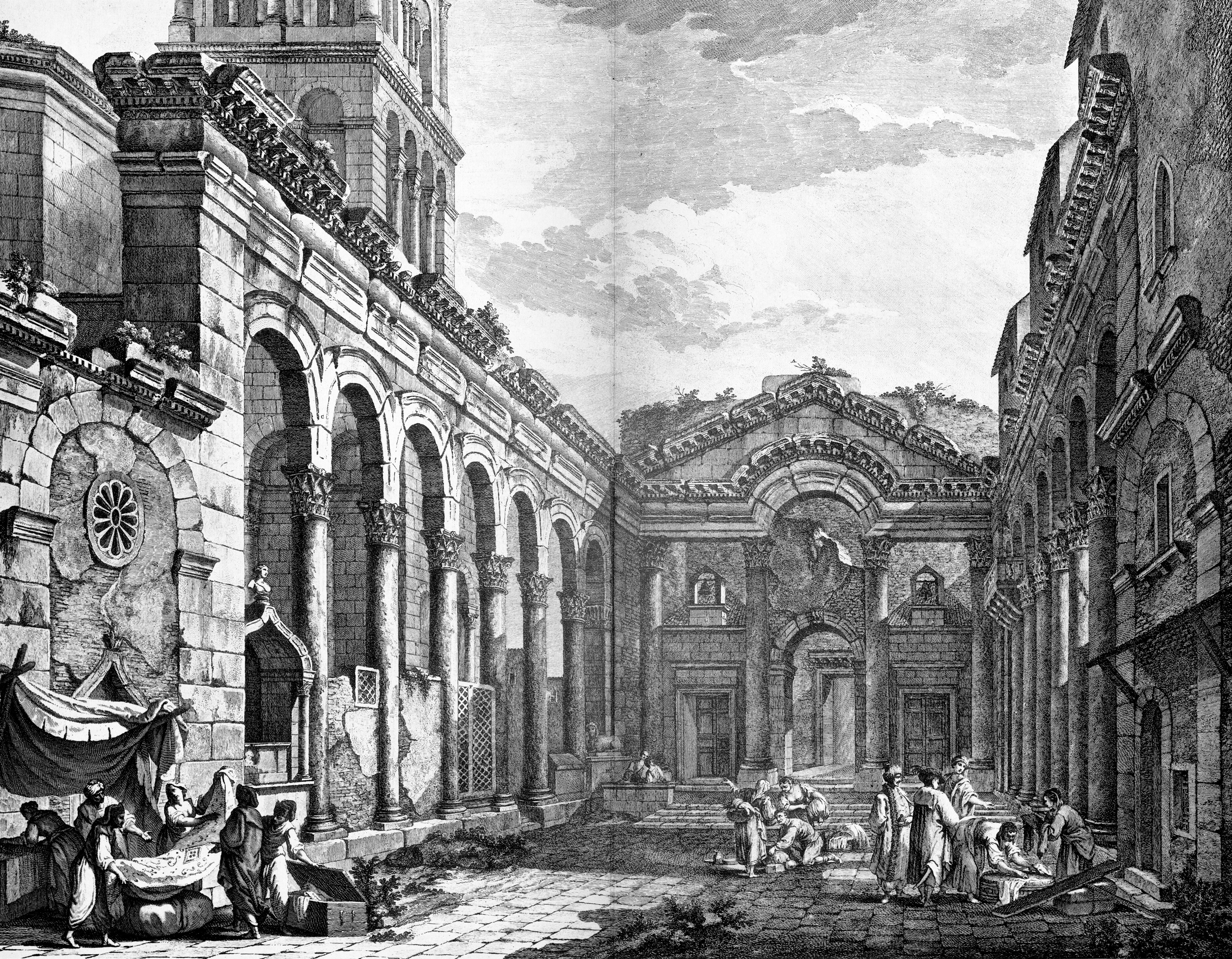
Peristyl des Diokletianpalastes  in Split
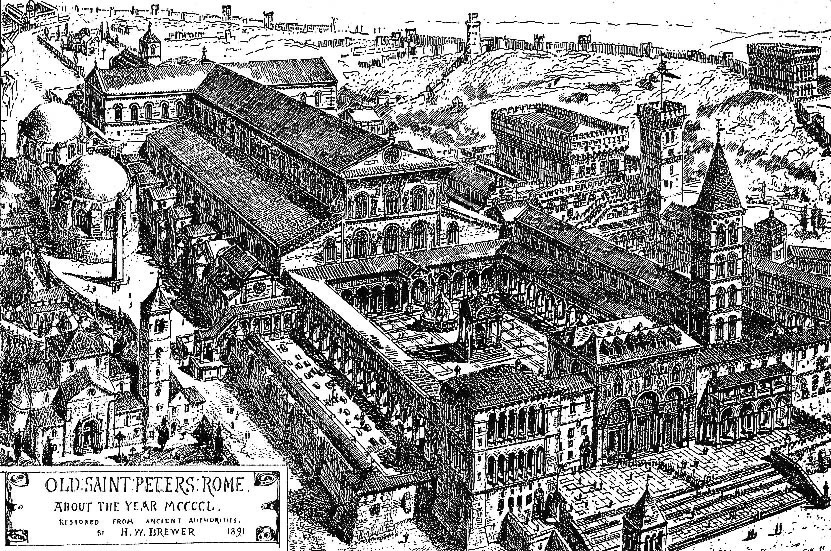
Peristyl bei der frühchristlichen St.-Peters-Basilika (Vorgängerbau des Petersdoms)
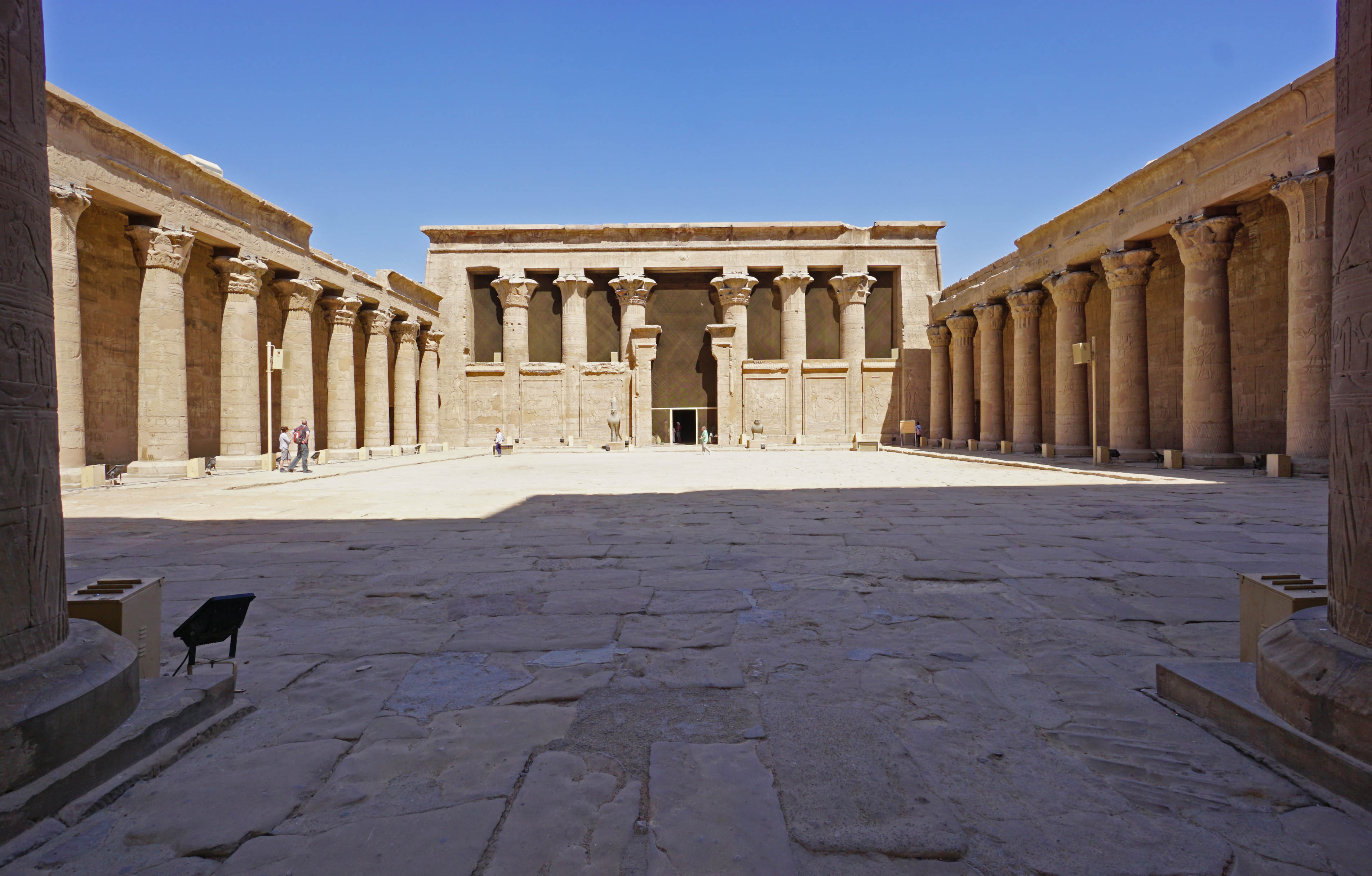
Peristyl-Hof des Horus-Tempels in Edfu, Ägypten